# Finn Spur
Der Finn Spur ist ein Felssporn in der antarktischen Ross Dependency. In den Cook Mountains erstreckt er sich 7 km nordöstlich des Mount Ayres an der Nordseite des Longhurst-Plateaus.
Das Advisory Committee on Antarctic Names benannte ihn 2001 nach der US-amerikanischen Geophysikerin Carol Finn, die unter anderem von 1997 bis 1998 als Projektleiterin bei den vom United States Geological Survey gemeinsam mit deutschen Wissenschaftlern durchgeführten aeromagnetischen Vermessungsarbeiten im Gebiet zwischen dem Butcher Ridge und dem Darwin-Firnfeld tätig war.